# Titularbistum Sabrata
Sabrata ist ein Titularbistum der römisch-katholischen Kirche. 
Es geht zurück auf ein untergegangenes spätantikes Bistum der gleichnamigen Stadt in Tripolitanien, dem heutigen Libyen. 
| Titularbischöfe von Sabrata |                            |                                                             |                   |                   |
| Nr.                         | Name                       | Amt                                                         | von               | bis               |
| 1                           | John Francis Regis Canevin | Koadjutorbischof von Pittsburgh (USA)                       | 16. Januar 1903   | 20. Dezember 1904 |
| 2                           | Martin Kheberich           | Weihbischof in Spiš (Slowakei)                              | 19. Dezember 1915 | 29. April 1951    |
| 3                           | John Joseph Graham         | Weihbischof in Philadelphia (USA)                           | 25. November 1963 | 4. August 2000    |
| 4                           | Solomon Amanchukwu Amatu   | Weihbischof in Awka / Koadjutorbischof von Okigwe (Nigeria) | 22. Dezember 2000 | 22. April 2006    |
| 5                           | Sabino Ocan Odoki          | Weihbischof in Gulu (Uganda)                                | 22. Juli 2006     | 20. Oktober 2010  |
| 6                           | Timoteo Hikmat Beylouni    | Apostolischer Exarch von Venezuela (Venezuela)              | 1. März 2011      |                   |